# New Zealand Entomologist
New Zealand Entomologist – nowozelandzkie, recenzowane czasopismo naukowe publikujące w zakresie entomologii.
Czasopismo to wydawane jest przez Taylor & Francis we współpracy z Entomological Society of New Zealand. Ukazuje się 2 razy do roku. Artykuły pisane są w języku angielskim, ale abstrakty mogą być również pisane w maoryskim. Publikowane artykuły obejmują tematyką taksonomię, filogenetykę, zoogeografię, ewolucję, ekologię, ochronę i biologiczne metody zwalczania owadów i innych stawonogów zamieszkujących Nową Zelandię i inne części krainy australijskiej.
W 2017 roku jego wskaźnik cytowań wyniósł 0,615.